# 西村成雄
西村成雄（にしむら しげお、1944年2月12日-　）は、日本の中国政治史学者、大阪大学名誉教授。

## 人物
1944年、大阪府生まれ。大阪外国語大学を卒業し、大学院は東京都立大学大学院に進む。1969年修士課程修了。
卒業後は大阪外国語大学で講師、助教授、教授。1986年に「中国近代東北地域史研究」を立命館大学に提出して法学博士の学位を取得。2007年に大阪大学を定年退官し、名誉教授となる。その後は放送大学教授を務めた。2006～2008年、日本現代中国学会理事長を務めた。

## 研究内容・業績
専攻は20世紀中国政治史。

## 著書
- 『中国近代東北地域史研究』法律文化社 1984
- 『中国ナショナリズムと民主主義 二〇世紀中国政治史の新たな視界』研文出版 1991
- 『張学良 日中の覇権と「満洲」』岩波書店 現代アジアの肖像 1996
- 『中国』監修・著 偕成社 きみにもできる国際交流 1999
- 『20世紀中国の政治空間 「中華民族的国民国家」の凝集力』青木書店 シリーズ中国にとっての20世紀 2004
- 『中国の近現代史をどう見るか〈シリーズ 中国近現代史 6〉』岩波新書 2017

### 共編著
- 『中国工業化の歴史 近現代工業発展の歴史と現実』池田誠、田尻利、山本恒人、奥村哲共著 法律文化社 1982
- 『図説中国近現代史』池田誠、安井三吉、副島昭一共著 法律文化社 1988
- 『20世紀中国と日本』池田誠、副島昭一,倉橋正直共編 法律文化社 1996
- 『ナショナリズム 歴史からの接近』編 東京大学出版会 現代中国の構造変動 2000
- 『東アジア史像の新構築』片山裕共編 青木書店 講座東アジア近現代史 2002
- 『中国外交と国連の成立』編 法律文化社 2004
- 『近代中国東北地域史研究の新視角』江夏由樹,中見立夫,山本有造共編 山川出版社 2005
- 『現代中国地域研究の新たな視圏』田中仁共編 世界思想社 2007
- 『現代中国の社会変容と国際関係』許衛東共編 汲古書院 2008
- 『中華民国の制度変容と東アジア地域秩序』田中仁共編 汲古書院 2008
- 『党と国家 政治体制の軌跡』国分良成共著　叢書・中国的問題群 岩波書店 2009
- 『現代東アジアの政治と社会』小此木政夫共編著 放送大学教育振興会 2010
- 『20世紀中国政治史研究』編著 放送大学教育振興会 2011
- 『国際関係のなかの日中戦争』石島紀之,田嶋信雄共編 慶應義塾大学出版会 日中戦争の国際共同研究 2011
- 『戦時期中国の経済発展と社会変容』久保亨,波多野澄雄共編 慶應義塾大学出版会 日中戦争の国際共同研究 2014

## 論文
- <西村成雄